# Lemvig-Struer Jernbane
Lemvig-Struer Jernbane (LSJ) var en planlagt jernbanestrækning mellem de to nordvestjyske købstæder Lemvig og Struer. I 1915 havde byrådet i Lemvig vedtaget at give et tilskud til banen på 125.000 kroner, og banen kom med i Jernbaneloven af 20. marts 1918, hvorved staten forpligtede sig til at betale 50% af anlægsudgifterne. De efterfølgende forhandlinger op igennem 1920'erne førte dog aldrig nogen vegne, og til sidst opgav man at anlægge banen.

## Strækningen
Strækningen på ca. 23 km gav mulighed for følgende stationer:
- Lemvig (0 km) – forbindelse med Vemb-Lemvig-Thyborøn Jernbane
- Rom (2 km)
- Fabjerg (7 km)
- Gudum (13 km)
- Resen (17 km)
- Struer (23 km) – forbindelse med Langå-Struer-banen, Den vestjyske længdebane og Thybanen

Banen skulle benytte Vemb-Lemvig-Thyborøn Jernbanes spor ud af Lemvig og Thybanens spor de sidste 3,5 km ind til Struer.